# Кожевников, Евгений Фёдорович
Евгений Фёдорович Кожевников (25 декабря 1905 (7 января) 1906, Царицын, Российская империя — 29 апреля,
1979, Москва, РСФСР) — советский государственный деятель, министр транспортного строительства СССР (1954—1963), (1965—1975).

## Биография
Родился в семье банковского служащего. В 1927 г. окончил Ленинградский институт инженеров путей сообщения.
В июне-сентябре 1927 г. инженер отдела пути Управления Среднеазиатской железной дороги, г. Ашхабад.
С сентября 1927 г. — курсант Ленинградской школы военных сообщений.
В 1928—1930 гг. — начальник дистанции, помощник начальника участка Туркестано-Сибирской железной дороги, г. Алма-Ата.
В 1930—1935 гг. — технический руководитель отдела строительства новых путей Кузнецкого металлургического комбината, начальник Земжелдорстроя, г. Новокузнецк.
В 1935—1936 гг. — главный строитель строительства Кузнецкого паровозо-вагоностроительного завода.
В 1936—1939 гг. — главный инженер «Никельстроя» в Мурманской области.
В 1939—1940 гг. — главный инженер управления «Ормедьстрой» Оренбургской области,
в 1940—1941 гг. — главный инженер строительно-монтажного управления «Орскметаллургстрой» Оренбургской области.
В 1941—1943 гг. — главный инженер, управляющий трестом «Южуралтяжстрой».
В 1943—1944 гг. — инженер Советской Правительственной закупочной комиссии в США.
В 1944—1945 гг. — начальник Главспецстроя наркомата по строительству СССР.
В 1945—1947 гг. — начальник Управления планирования строительной индустрии Госплана СССР.
В 1947—1949 гг. — заместитель председателя Госплана СССР.
В 1949—1951 гг. — заместитель председателя Бюро по топливу и транспорту при Совете Министров СССР.
В 1951—1953 гг. — помощник заместителя Председателя Совета Министров СССР.
В 1953—1954 гг. — начальник отдела по строительству высотных домов Управления Делами Совета Министров СССР.
В 1953—1954 гг. — первый заместитель министра строительства СССР.
В 1954—1963 гг. — министр транспортного строительства СССР.
В 1963—1965 гг. — председатель Государственного производственного комитета по транспортному строительству СССР — министр СССР.
В 1965—1975 гг. — министр транспортного строительства СССР.
Депутат Верховного Совета СССР 6-9 созывов. Член ВКП(б) с 1942 г. Член ЦК КПСС в 1961—1976 гг.
С марта 1975 г. персональный пенсионер союзного значения.
Похоронен в Москве на Новодевичьем кладбище.

## Награды и звания
- Герой Социалистического Труда (04.02.1975)
- пять орденов Ленина (01.10.1945; 16.01.1956; 06.01.1966; 25.08.1971; 04.02.1975)
- два ордена Трудового Красного Знамени (24.11.1942; 02.06.1962)
- орден Красной Звезды (09.01.1943)
- медаль «За трудовую доблесть» (26.04.1939)
- медали